# كيم رهودس
كيم رهودس (بالإنجليزية: Kim Rhodes)‏ هي ممثلة أمريكية، ولدت في 7 يونيو 1969 ببورتلاند في الولايات المتحدة.

## أعمال

### مسلسلات
- المستعمرة
- ذا سويت لايف أوف زاك أند كودي
- عالم آخر
- هاوس

## وصلات خارجية
- كيم رهودس على موقع IMDb (الإنجليزية)
- كيم رهودس على موقع روتن توميتوز (الإنجليزية)
- كيم رهودس على موقع ألو سيني (الفرنسية)
- كيم رهودس على موقع أول موفي (الإنجليزية)
- كيم رهودس على موقع إن إن دي بي (الإنجليزية)
- كيم رهودس على موقع قاعدة بيانات الفيلم (الإنجليزية)
- كيم رهودس على موقع كينوبويسك (الروسية)